# غوردون سيمبسون (سياسي)
غوردون سيمبسون (بالإنجليزية: Gordon Simpson)‏ هو سياسي أسترالي، ولد في 3 يونيو 1929 في Sea Lake ‏ في أستراليا، وتوفي في 10 مايو 2017 في Nambour ‏ في أستراليا. نشط حزبياً في الحزب الوطني الأسترالي في كوينزلاند ‏. وقد انتخب عضو المجلس التشريعي ولاية كوينزلاند.